# 信貴山下駅
信貴山下駅（しぎさんしたえき）は、奈良県生駒郡三郷町にある、近畿日本鉄道（近鉄）生駒線の駅。駅番号はG27。

## 歴史
信貴山朝護孫子寺への参詣路線として敷設された、信貴生駒電気鉄道の山下駅として開業した。駅西方にある信貴山に登る東信貴鋼索線（東信貴ケーブルカー）と同時の開業で、鉄道とケーブルカーによる信貴山への観光輸送をもくろんでのことである。東信貴鋼索線ののりばは頭端式2面1線という、ケーブルカーの麓側に典型的な配線であった。
しかし大阪方面からの交通の便がよい西信貴鋼索線が開通すると東信貴鋼索線は専ら地域輸送に徹することとなり、利用者が減少した結果1983年に廃止された。廃止後も、1995年頃に駅舎が建て替えられるまで東信貴鋼索線乗り場跡が残っていた。その後鋼索線の車両は三郷北小学校にて保存されていたが、塗色を復元したうえ2020年3月に再度駅前へ戻されることとなった。

### 年表
- 1922年（大正11年）5月16日：信貴生駒電気鉄道が王寺 - 山下間で開業した際に山下駅（やましたえき）として開業[1]。鋼索線（のちの東信貴鋼索線）も開業[1]。
- 1925年（大正14年）11月5日：信貴生駒電気鉄道の路線が信貴生駒電鉄に譲渡され、同社の駅となる[1]。
- 1926年（大正15年）10月21日：信貴生駒電鉄鉄道線が元山上口駅まで延伸し、途中駅となる[1]。
- 1951年（昭和26年）9月10日：信貴山口駅に改称[2]。
- 1956年（昭和31年）9月10日：信貴山下駅に改称[2]。
- 1964年（昭和39年）10月1日：近畿日本鉄道が信貴生駒電鉄を合併。同社の生駒線・東信貴鋼索線の駅となる[1]。
- 1973年（昭和48年）6月：これ以降の一時期、行違い設備が廃止。
- 1983年（昭和58年）9月1日：東信貴鋼索線廃止[1]。
- 1985年（昭和60年）9月22日：再び交換可能駅となる。
- 2007年（平成19年）4月1日：PiTaPa使用開始[3]。
- 2021年（令和3年）10月1日以降時期不明：終日無人駅化[4]。

## 駅構造
相対式2面2線のホームを持つ、行違い可能な地平駅である。ホーム有効長は4両分。駅舎（改札口）は2番のりば側にあり、反対側の1番のりばへは地下通路で繋がっているが、エレベーター等のバリアフリー施設はない。また行き違いについては王寺駅でも可能だが通常はこの駅で行う。

### のりば
| のりば | 路線     | 方向 | 行先     |
| ------ | -------- | ---- | -------- |
| 1      | G 生駒線 | 下り | 王寺方面 |
| 2      | G 生駒線 | 上り | 生駒方面 |

### 駅設備・営業面
王寺駅管理の無人駅で、PiTaPa・ICOCA対応の自動改札機および自動精算機（回数券カードおよびICカードのチャージに対応）が設置されている。なお、窓口で定期券の予約発売を受け付けている。

## 利用状況
近年における当駅の1日乗降人員の調査結果は以下の通り。
- 2023年11月7日：2,059人
- 2022年11月8日：2,232人
- 2021年11月9日：2,098人
- 2018年11月13日：2,606人
- 2015年11月10日：3,187人
- 2012年11月13日：3,031人
- 2010年11月9日：3,204人
- 2008年11月18日：3,244人
- 2005年11月8日：3,364人

## 駅周辺
- 三郷町役場
- 三郷町立図書館
- 龍田大社
- 信貴山朝護孫子寺（当駅より奈良交通バス11分）
- 勢野簡易郵便局
- 大和川
- 奈良県立西和清陵高等学校

## バス路線
奈良交通
- 1番乗り場
  - 16,18,32,42,43系統　万葉荘園前・信貴山方面
- 2番乗り場
  - 42,43系統：王寺駅（北）方面

※2017年7月15日現在。詳細は奈良交通西大和営業所の項も参照。

## その他
- 当駅の駅名は信貴線・西信貴鋼索線の信貴山口駅とともに、誤って信貴山駅と呼ばれ混乱を招くことがある。

- 「信貴山駅」は東信貴鋼索線に存在したが、上述の通り1983年（昭和58年）に路線とともに廃駅となっている。

## 隣の駅
近畿日本鉄道
G 生駒線
勢野北口駅 (G26) - 信貴山下駅 (G27) - 王寺駅 (G28)

### かつて存在した路線
近畿日本鉄道
東信貴鋼索線
信貴山下駅 - 信貴山駅